# Docalidia diversa
Docalidia diversa är en insektsart som beskrevs av Nielson 1979. Docalidia diversa ingår i släktet Docalidia och familjen dvärgstritar. Inga underarter finns listade i Catalogue of Life.